# Isis hippuris
Isis hippuris är en korallart som beskrevs av Carl von Linné 1758. Isis hippuris ingår i släktet Isis och familjen Isididae. Inga underarter finns listade i Catalogue of Life.